# Садунц
Садунц (арм. Սադունց, до 4 июля 2006 года — Амре таза) — село на севере Арагацотнской области Армении.

## География
Село расположено на трассе Артик—Алагяз, к северу от горы Арагац. Село расположено в 21 км к востоку от Артика, который в свою очередь расположен на трассе Ереван—Гюмри, в 9 км к юго-западу от Алагяза и в 22 км к северо-западу от Апарана. Ближайшие сёла это Сангяр (в 5 км к востоку), Цахкаовит (в 4 км к юго-востоку), Гехадзор (в 4 км к юго-западу), Беркарат (в 4 км к северо-западу).

## Население
Согласно документу "Страны и народы Ближнего и Среднего Востока. Вып. 13: Курдоведение"  во время русско-турецкой войны 1877—1878 годов 21 семейство курдов-езидов переселилось из Османской империи и поселилось в деревне Каравансарай Александропольского уезда Эриванской губернии. При этом согласно 5 тому "Сборника сведений о Кавказе" деревня отсутствует в списках населенных пунктов по сведениям 1873 года.
Согласно "Памятной книжке Эриванской губернии на 1908 год" в селе Каравансарай Александропольского уезда было 33 хозяйства, где проживали езиды (указаны как "курды"), среди которых 155 - мужского пола и 146 - женского.
Большинство населения села сегодня составляют езиды.
В селе родился главный редактор республиканской газеты на курдском языке «Риа таза» Г. Чатоян.